# Ernst Sundvik
Ernst Edvard Sundvik, född 9 december 1849 i Vasa, död 24 augusti 1918 i Helsingfors, var en finländsk läkare. 
Sundvik blev medicine och kirurgie doktor 1882 och var professor i fysiologisk kemi och farmakologi vid Helsingfors universitet 1886–1915. Hans främsta insats var organiserandet av apotekarutbildningen, som förlades till en 1897 inrättad farmaceutisk institution, vilken stod under hans överinseende. Han var läkare vid den finländska ambulansen i rysk-turkiska kriget 1877–1878.

## Utmärkelser
- Sankt Stanislausorden, tredje klass,  1879[1]
- Sankt Annas orden, tredje klass,  1900[1]
- Sankt Stanislausorden, andra klassen,  1911[1]

[Redigera Wikidata]